# Hieronymus Holper
Hieronymus Holper ou Hieronymus Haller (? - c. 1476) foi um ourives alemão de Nuremberga, mais conhecido por ter sido o sogro do pai de Albrecht Dürer. Entre a sua obra de joalharia destaca-se o grande selo real que executou entre 1454 e 1455, juntamente com Seitz Herdegen, para o rei Ladislau V da Hungria, considerado um dos exemplares mais notáveis deste tipo de adereço próprio da ourivesaria de Nuremberga (onde se documenta a criação dos primeiros do seu género cerca de 1240).